# Bom Princípio
Bom Princípio é um município brasileiro do estado do Rio Grande do Sul. É um município que se localiza perto da capital Porto Alegre.

## Geografia
Situado na Microrregião de Montenegro e de clima ameno, de fácil acesso, entre a Grande Porto Alegre e a Serra Gaúcha.
Localiza-se a uma latitude 29º29'20" sul e a uma longitude 51º21'12" oeste, estando a uma altitude de 37 metros. Está limitado ao norte pelo município de São Vendelino, ao sul por São Sebastião do Caí, a leste por Feliz e a oeste por Barão, Tupandi e Harmonia.
Possui uma área de 88,242,8 km² e sua população estimada em 2021 era de 14.446 habitantes, sendo 7.815 eleitores.

## História
O primeiro nome de Bom Princípio teria sido Serraria, em 1814, época em que a atual área do município pertencia a Luiza Theodora Feijó. Bem antes da colonização alemã, quando tudo ainda era mata com trilhas percorridas por índios caingangues.
Em 1840 o imigrante João Guilherme Winter, que veio da cidade alemã de Klüsserath, comprou uma grande quantidade de terras junto ao Rio Caí e ao Arroio Forromeco. O local passou a ser chamado de Wintersohnschneiss (Picada de Winter Filho, em alemão). Quatro anos depois, o nome já havia sido reduzido para Winterschneiss (Picada do Winter). Nome que, apesar de não constar em nenhum documento oficial, ainda é lembrado e usado para designar Bom Princípio, principalmente pelos nativos de mais idade.
Já o nome Bom Princípio teria sido criado em 1853, pelo comerciante Philip Jacob Selbach, para que a localidade tivesse um nome em português.
Sobre William Winter

Nascido em 13 de março de 1806, em Klüsserath, William Winter chegou ao Brasil em 1829. Perdeu o pai, Philipp, na viagem de navio e foi se instalar com a mãe, Irmina, e irmãos em São José do Hortêncio. O fundador de Bom Princípio também lutou na Guerra dos Farrapos, primeiro do lado dos Imperiais e depois passou para o lado Farroupilha.
Ele só foi morar em suas novas terras em 1852, construindo sua casa junto de onde hoje é a Igreja Matriz Nossa Senhora da Purificação. Mesmo assim, foi o primeiro morador alemão do local. A colônia foi oficializada pelo Império em 1859 e seu proprietário teve que assumir uma série de compromissos perante o governo central.
Por exemplo, ninguém que morasse na colônia de Winter poderia praticar outra religião que não o catolicismo, seguindo as normas nacionais. Assim, se alguém dos colonos viesse a se tornar apóstolo de outra religião e procurasse converter os católicos, este alguém deveria ser expulso da colônia, ficando sujeito às leis do país como perturbador do sossego público.
Não eram admitidos nas escolas públicas os ensinos em outra língua sem que os alunos estivessem fluentes na língua portuguesa.
Sobre o catolicismo é interessante notar que, enquanto nas outras cidades é comum se ter uma igreja católica e outra luterana (pela chegada também de imigrantes de religião protestante ao Estado), Bom Princípio teve só templos católicos. Atualmente o município conta com poucos centros de denominações protestantes como a Assembleia de Deus e a Igreja Universal do Reino de Deus. Inclusive, é importante dizer que, o famoso Cardeal Dom Vicente Scherer nasceu lá.
Já o idioma português foi difícil de pegar até o final do século XIX, tanto que até hoje existem idosos que não falam português. A vantagem é que atualmente boa parte da população é bilíngue, inclusive crianças.

## Terra do Morango
Bom Princípio tem como seu símbolo o morango, ou "moranguinho".
A fruta é cultivada por cerca de 160 famílias, produzindo, em uma pequena área, mais de mil toneladas de morango por ano. Cada produtor planta em média meio hectare, sendo que o uso de técnicas como a plasticultura garante alta produtividade mesmo na entressafra. O morango é produzido durante oito meses do ano, entre maio e dezembro.
A cada 2 anos, no mês de setembro, a cidade realiza a "Festa Nacional do Moranguinho", atraindo visitantes das cidades próximas. Intercalando estes anos é realizada a Construmóvel, feira do setor cerâmico e moveleiro.
Na cidade, há ainda um morango gigante conhecido como "Morangão", para saudar os visitantes e conscientizá-los de que estão adentrando na "Terra do Morango".